# Hope Hicks
Pour les articles homonymes, voir Hicks.
Hope Hicks, née le 21 octobre 1988 à Greenwich (Connecticut), est une femme politique américaine. Attachée de presse de Donald Trump pendant l'élection présidentielle de 2016, elle est nommée porte-parole de son équipe de transition. Le 20 janvier 2017, elle devient directrice des communications stratégiques de la Maison-Blanche puis, en août 2017, directrice de la communication, fonction dont elle annonce son intention de démissionner en février 2018. En mars 2020, elle revient à la Maison-Blanche et est nommée conseillère du président. Elle démissionne le 13 janvier 2021 en pleine procédure de destitution du président.

## Biographie
Son grand-père était chargé des relations publiques de Texaco dans les années 1970, pendant la crise du pétrole ; son père a travaillé pour American Tobacco Company (en) et était le directeur de la communication de Roger Goodell, patron de la Ligue nationale de football américain. Ses deux parents se sont rencontrés dans les années 1980, alors que son père travaillait pour un élu républicain et sa mère pour un élu démocrate ; le couple se marie en 1982.
Elle naît et grandit à Greenwich (Connecticut), une banlieue huppée de New York. Nageuse accomplie, elle est capitaine de l'équipe de crosse de son lycée. À 11 ans, elle devient mannequin pour la collection adolescente de Ralph Lauren. Elle fait une apparition dans la série télévisée Haine et Passion et fait la couverture d'un roman de la série Gossip Girl.
Ayant peu de diplômes (elle a étudié la littérature à l'université méthodiste du Sud) et d'expérience politique, elle décroche pourtant un stage dans le cabinet de relations presse réputé de Matthew Hiltzik, à New York, où elle a pour cliente Ivanka Trump (fille de Donald Trump), chargée de promouvoir sa ligne de vêtements et de bijoux. De façon occasionnelle, elle est mannequin pour les robes de l'héritière. Les deux femmes sympathisent et la fille du magnat de l'immobilier recommande Hope Hicks à son père. Hope Hicks se met alors à travailler dans l'équipe de la campagne présidentielle. Elle fait le lien entre le candidat et les journalistes, détenant seule un poste dont l'équivalent dans l'équipe d'Hillary Clinton est occupé par douze personnes. Le rythme de la campagne l'amène à rompre avec son petit ami, avec lequel elle était en couple depuis six ans.
Après la victoire de Trump, elle devient porte-parole de son équipe de transition, puis, le 20 janvier 2017, directrice des communications stratégiques de la Maison-Blanche. Elle est la plus jeune membre de son cabinet. En août, elle succède à Anthony Scaramucci en tant que directrice de la communication, dix jours après son arrivée à ce poste ; étant d'abord seulement nommée pour gérer l'intérim, elle entre finalement pleinement en fonctions le 10 septembre. Elle est la troisième personne à occuper ce poste depuis le début du mandat de Donald Trump.
Le 28 février 2018, au lendemain de son audition au Congrès dans le cadre de l'enquête sur les possibles liens entre des membres de l'équipe de campagne électorale de Trump et la Russie, elle annonce qu'elle va démissionner de ses fonctions à la Maison-Blanche. Sa démission est rendue officielle le 29 mars. En février 2020, la Maison-Blanche annonce toutefois son retour dans un rôle d'assistante de Jared Kushner avec le titre de conseillère du président. Elle entre en fonction le 9 mars suivant.
Le 1er octobre 2020, Donald Trump déclare que Hicks a été testée positive au Covid-19 et qu’en conséquence lui-même et son épouse Melania, qui ont été en contact étroit avec l’intéressée, vont subir des tests et se mettre en quarantaine. Quelques heures plus tard, Donald Trump annonce qu’il a été testé positif à la maladie de même que son épouse .